# Quý Nam
Quý Nam (贵南县) là một huyện thuộc châu tự trị Hải Nam, tỉnh Thanh Hải, Cộng hòa Nhân dân Trung Hoa. Huyện này có diện tích 6593 ki-lô-mét vuông, dân số năm 2001 là 70.000 người, trong đó 94% là người Tạng. Mã số bưu chính là 813100. Chính quyền huyện đóng ở trấn Mang Khúc. Huyện này gồm 2 trấn và 4 hương.
- Trấn: Mang Khúc, Quá Mã Doanh.
- Hương: Mang Lạp, Tháp Tú, Sâm Đa và Sa Câu.